# 575 до н. е.

## Події
- Тір після 13-річної облоги здався Навуходоносору.
- Початок карфагенської колонізації Піренейського півострова.
- Правління фараона Апрія в Єгипті.

### Астрономічні явища
- 9 травня. Повне сонячне затемнення.[1]
- 1 листопада. Кільцеподібне сонячне затемнення.[1]